# Pintópolis
Pintópolis is een gemeente in de Braziliaanse deelstaat Minas Gerais. De gemeente telt 8.183 inwoners (schatting 2009).

## Aangrenzende gemeenten
De gemeente grenst aan Chapada Gaúcha, Icaraí de Minas, São Francisco,  São Romão en Urucuia.